# Đảng Độc lập Puerto Rico

The flag of Puerto Rico (1895), which soon came to symbolize the ideals of the Puerto Rican independence movement, is now composed of the Puerto Rican Independence Party (PIP) and other organizations

Đảng Độc lập Puerto Rico (tiếng Tây Ban Nha: Partido Independentista Puertorriqueño; tiếng Anh: Puerto Rican Independence Party), thành lập năm 1946, là một đảng chính trị của Puerto Rico.
Mục đích của đảng này là giành độc lập cho Puerto Rico từ Hoa Kỳ. Người lãnh đạo hiện nay của đảng là Rubén Berríos Martínez.

## Lịch sử
Đảng bắt đầu như một cánh bầu cử của phong trào đòi độc lập của Puerto Rico. Nó là đảng lớn nhất trong các đảng đòi độc lập, và là đảng duy nhất trong nhóm có mặt trong các kỳ bầu cử.

### Thành lập
Đảng được thành lập vào ngày 20 tháng 10 năm 1946 bởi Gilberto Concepción de Gracia (mất năm 1968).  Ông nhận thấy rằng phong trào độc lập đã bị Đảng Partido Popular Democrático phản bội. Chính mục tiêu ban đầu của đảng này cũng là độc lập.

### Thập niên 1970

Đảng Độc lập Puerto Rico (PIP)

Năm 1971, ứng cử viên thống đốc của Đảng Độc lập Puerto Rico vừa được đảng bầu lên, Rubén Berríos, lúc đó 31 tuổi, lãnh đạo một cuộc biểu tình phản đối chống Hải quân Hoa Kỳ tại Culebra. Lúc đó, ông bị kết tội là đột nhập bất hợp pháp đất liên bang và bị giam ba tháng tại trại cải huấn Fox River State.

### Thập niên 1990
Năm 1999, Các lãnh đạo của Đảng Độc lập Puerto Rico, đặc biệt là Rubén Berríos, bắt đầu tham dự vào các cuộc biểu tình chống đối Hải quân Hoa Kỳ tại Vieques khởi sự bởi nhiều công dân của Vieques chống sự hiện diện của quân đội Hoa Kỳ tại khu vực dân cư của đảo.

### Bầu cử năm 2004
Trong các cuộc bầu cử năm 2004, Đảng Độc lập Puerto Rico có nguy cơ biến mất khi chỉ chiếm được 2,4% số phiếu phổ thông (Theo luật bầu cử của Puerto Rico, một đảng nhận ít hơn 3% phiếu bầu được xem như bị xóa sổ). Sự ủng hộ của dân chúng trong phạm vi đảo dành cho Đảng Độc lập Puerto Rico luôn ở trong vòng 10% và Đảng Độc lập Puerto Rico chọn ra một thượng nghị sĩ và một dân biểu làm người phát ngôn theo đúng thứ tự cho Đảng tại Thượng viện và Hạ viện Puerto Rico. Dù vậy Đảng trưởng lịch sử là Rubén Berríos thông bào rằng nếu điều đó xảy ra, các lãnh tụ đảng và bộ phận quan chức của đảng sẽ cố gắng làm sao để đảng nhanh chóng được phục hồi hoạt động. Đúng như đảng trưởng đã nói, chỉ trong vài tuần, lãnh đạo đảng và thành viên đảng đã tìm được hơn 105.000 chữ ký của các cử tri có quyền bầu cử tại Puerto Rico. Điểm đáng lưu ý là María De Lourdes Santiago đã làm nên lịch sử năm đó sau khi trở thành thành viên đầu tiên của đảng được bầu vào Thượng viện Puerto Rico. Victor Garcia San Inocencio, về phần ông, được tái đắc cử nhiệm kỳ ba tại Hạ viện Puerto Rico nơi ông phục vụ như một dân biểu và phát ngôn viên của Đảng Độc lập Puerto Rico từ tháng 1 năm 1997

### Bầu cử năm 2020
Đối với cuộc bầu cử năm 2020, Juan Dalmau là ứng cử viên của đảng. Anh ấy đã nhận được 175.402 phiếu bầu và đứng ở vị trí thứ tư, với kỷ lục 13,58% phiếu bầu, thành tích bầu cử tốt thứ hai trong lịch sử của PIP. Với việc Movimiento Victoria Ciudadana (Phong trào Chiến thắng của Công dân) giành được 179.265 phiếu bầu và đứng ở vị trí thứ ba với 13,95% phiếu bầu, đây là tỷ lệ phiếu bầu lớn nhất của Puerto Rico (27,53%) mà các đảng cánh tả ở Puerto Rico từng có được. .